# Keleti-kőfejtő 14. sz. barlang
A Keleti-kőfejtő 14. sz. barlang Budapest III. kerületében, a Duna–Ipoly Nemzeti Parkban lévő Budai Tájvédelmi Körzetben található egyik barlang.

## Leírás
A budai termálkarszt keleti részén, a Mátyás-hegy délkeleti, felhagyott, kétszintes kőfejtőjének a felső szintjén, a bányaudvar nyugati, bal oldalán, egy szálkőzetből álló sziklapad alatt van a széles, természetes jellegű, de mesterségesen megnyílt, vízszintes tengelyirányú bejárata. A Keleti-kőfejtő 15. sz. barlang és a Keleti-kőfejtő 16. sz. barlang közelében van a bejárata. Felső eocén mészkőben, Szépvölgyi Mészkő Formációban alakult ki a barlang. Tektonikus hasadék mentén, a mélyből feltörő hévizek keveredési korróziója miatt keletkezett. Az omladékos barlang lejt. A könnyen járható, lezáratlan barlang szabadon, barlangjáró alapfelszereléssel látogatható.
Előfordul a Keleti-kőfejtő 14. sz. barlang az irodalmában 14-es barlang (Acheron 1993), 14. sz. barlang (Kárpát 1989), 14.sz. barlang (Kárpát 1989), 14.sz.barlang (Kárpát 1989), 14. sz barlang (Kárpát 1989), Cápaszája-barlang (Acheron 1993), Keleti-kőfejtő 14. sz. barlangja (Leél-Őssy 1995), Mátyás DK-i kőfejtő 14.sz.barlang (Kárpát 1989) és Mátyás DK-i kőfejtő 14.sz.barlangja (Kárpát 1989) neveken is, valamint lehet, hogy a Mátyáshegyi 9. sziklaüreg (Bertalan 1976) és a Mátyás-hegyi 9. sz. sziklaüreg (Kordos 1984) nevek a Keleti-kőfejtő 14. sz. barlang névváltozatai.

## Kutatástörténet
Közelben lakó, idős emberek elmondása alapján sok üreg volt a kőfejtő talpszintjén akkor, amikor működött a kőbánya. A felső bányaudvar falán található sok kis barlang és a sok barlangindikáció, képződmény arra utal, hogy a kőfejtés egy nagy barlangot pusztított el, vagy a nagy barlang felső részét. A ma látható barlangok ennek a nagy barlangnak a maradványai. Az 1943. évi Barlangvilágból megtudható, hogy Bertalan Károly és Albert Béla, a Buda környéki barlangok módszeres feldolgozásának keretében, átkutattak a Mátyás-hegy és a Kecske-hegy kőfejtőiben lévő 14 kis üreget.
Az 1957. évi Földrajzi Értesítőben napvilágot látott, Leél-Őssy Sándor által írt tanulmányban meg vannak említve a mátyás-hegyi nagy kőfejtő üregei, amelyek nummuliteszes mészkőben alakultak ki. A tanulmányban lévő, a Budai-hegység barlangjainak földrajzi elhelyezkedését bemutató helyszínrajzon megfigyelhető a Mátyás-hegy nagy kőfejtőjében található üregek földrajzi elhelyezkedése. (Ezek az üregek a helyszínrajzon a hévizes eredetű barlangokhoz vannak sorolva.) Az 1958-ban kiadott, Budapest természeti képe című könyvben az olvasható, hogy a Mátyás-hegy D-re néző nagy kőfejtőjének falában vannak hévizes eredetű üregek. Az 1961-ben megjelent, Vitéz András és Pap Miklós által szerkesztett, Budapest című könyvben szó van arról, hogy a Mátyás-hegy DK-i oldalában található kőfejtőben üregeket láthat a kiránduló, melyek a Mátyás-hegyi-barlanghoz hasonlóak, de kis méretűek.
Az 1963. évi Karszt- és Barlangkutatási Tájékoztatóban publikált jelentés szerint a BEAC Barlangkutató Csoport 1962-ben kutatta a Mátyás-hegy K-i kőfejtőjét. A kőfejtő sziklafalán látszik néhány nyílás, melyek közül kettő (jelenlegi állapotuk szerint) barlangnak nevezhető. Kutatásukkal még nem foglalkozott senki. Láng Gábor geológus feltérképezte az üregeket. Jellegzetes gömbfülkék utalnak az üregek hévizes eredetére. Kb. 4 m átmérőjű a legnagyobb. A Barit-barlang feltárásán kívül még két másik helyen is biztató a kutatás.
Az 1964. évi Karszt- és Barlangkutatási Tájékoztatóban szó van arról, hogy a Budapest III. kerületében elhelyezkedő Mátyás-hegy Dunára tekintő kőfejtőjében, 1963-ban találhatók régóta ismert üregmaradványok. Nagyon fel van töltődve a gömbfülkékből és hidrotermális hasadékokból álló üregrendszer. A BEAC Természetjáró Szakosztály Barlangkutató Csoportjának tagjai 1962-től végeznek feltáró munkát a kőfejtő néhány pontján. 1963-ban, kb. 200 órát dolgozva előre tudtak haladni több helyen. Úgy látták, hogy a helyzet biztató, de csak sok munkával érhetnek el eredményt. Tervezték, hogy 1964-ben folytatják a feltáró munkát a kőfejtőben. Elkezdték a hely kőzettani és ásványtani feldolgozását, a terület pontos felmérését, beszintezését és feltérképezését. Minden bizonnyal tavasszal befejezik a térképkészítő munkát.

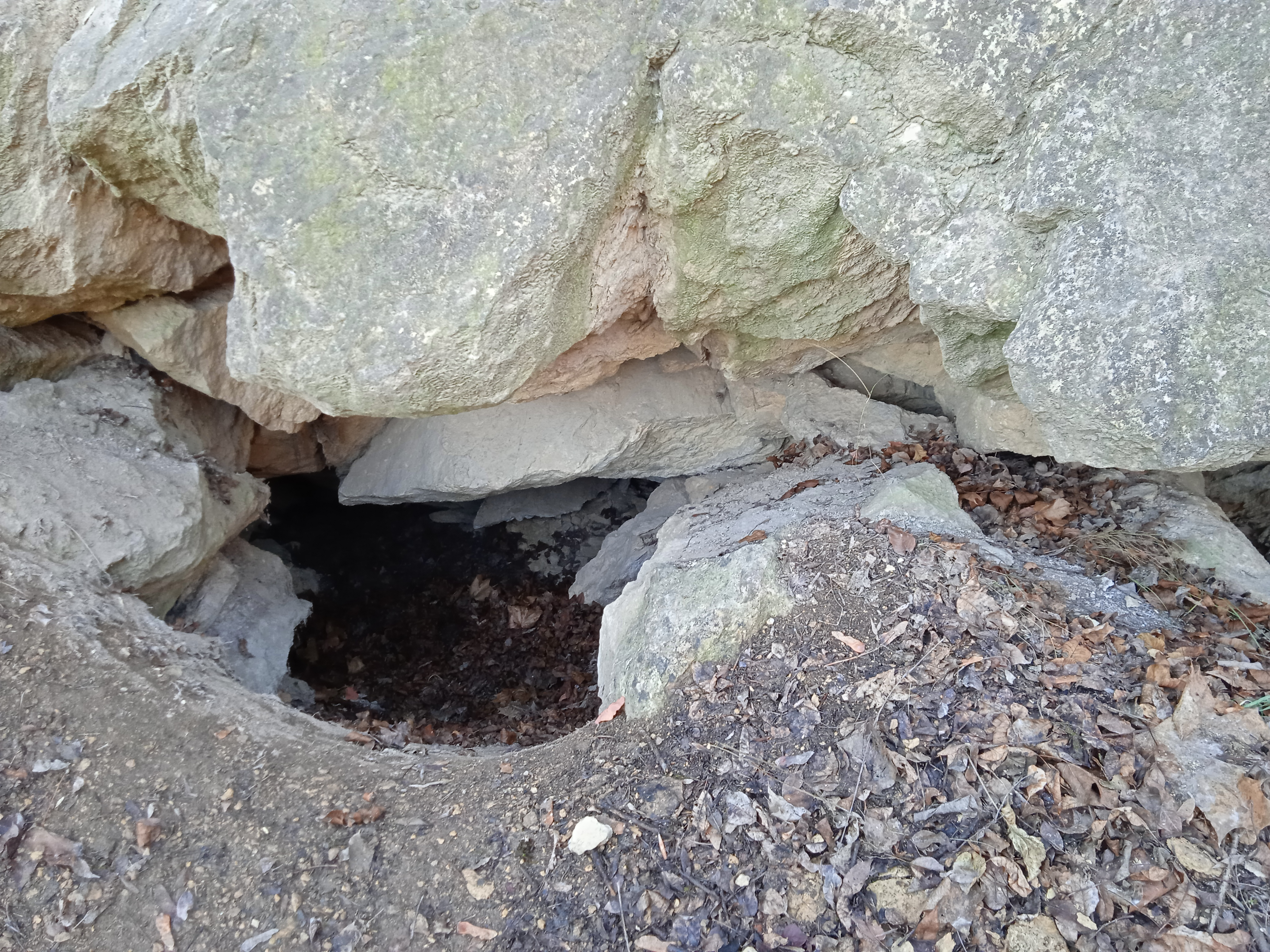
A Keleti-kőfejtő 14. sz. barlang bejárata

Az 1966-ban kiadott, Budai-hegység útikalauz című könyvben az van írva, hogy a Mátyás-hegy másik (DK-i) kőfejtőjében (nem a Mátyás-hegyi-barlang kőfejtőjében) is vannak kis barlangüregek. 9 üreg vált ismertté ebben a kőbányában. Az 1972. évi Karszt és Barlangban közölve lett, hogy 1972. április 24-én (a Budapesti Rendőrfőkapitányság kérésére), eltűntek megtalálása miatt, a Barlangi Mentőszolgálat tagjai átvizsgálták a Mátyás-hegy keleti kőfejtőjének üregeit.
Az 1976-ban befejezett, Magyarország barlangleltára című kéziratban szereplő, a Mátyás-hegy DK-i kőfejtőjében lévő barlangok közül lehet, hogy ez a barlang van röviden leírva Mátyáshegyi 9. sziklaüreg néven. A Mátyáshegyi 9. sziklaüregnek Budapest III. kerületében, a DK-i kőfejtőben, a bányaudvar Ny-i oldalában van a bejárata. Kb. 3 m hosszú, hévizes eredetű barlang. A kézirat barlangra vonatkozó része egy kézirat alapján íródott, de az említett kézirat már nem létezik. A Vass Imre Barlangkutató Csoport 1978. évi jelentésében az van írva, hogy a csoport több éve végzi a Mátyás-hegyen lévő K-i kőfejtő kutatását és térképezését. A kőfejtő néhány fülkéjét a fiatal csoporttagok 1978-ban megbontották, melynek eredményeként 2–3 m-rel meghosszabbítottak néhány fülkét, de nem értek el jelentős eredményt. Az 1982-ben napvilágot látott, Budai-hegység útikalauz című kiadvány szerint a Mátyás-hegy K-i oldalának kőbányájában vannak hévizes eredetű kis üregek.
Az Acheron Barlangkutató Szakosztály 1983-ban elkezdte kutatni és dokumentálni a kőfejtő üregeit. Kárpátné Fehér Katalin és Kárpát József 1983-ban megszerkesztették a Mátyás-hegy DK-i kőfejtőjének térképét, amelyen nem szerepel a Keleti-kőfejtő 14. sz. barlang. Kárpát József ebben az évben rajzolt egy topográfiai térképet, amelyen látható a Mátyás-hegyi-barlang és a DK-i kőfejtő üregeinek elhelyezkedése. A térképen nincs rajta a Keleti-kőfejtő 14. sz. barlang. A térképen az üregek újra vannak számozva. Az 1983. évi szakosztályi jelentés szerint a hegy geológiai viszonyai és a területen ismert barlangok, valamint üregek miatt itt valószínűleg a jelenleginél nagyobb üregrendszer van. A kőbánya üregeinek feltárásával lehetőség nyílhat a Mátyás-hegyi-barlangrendszer jobb megismerésére. Év elején, a területen, a szakosztály tagjai rendszeresen végeztek terepbejárásokat. A szakosztály kidolgozta a kőfejtő kutatási tervét. Az általuk ismert és az általuk megtalált szakirodalom alapján nem tudták az üregek neveit és számait beazonosítani. Az 1983. évi MKBT Beszámolóban megjelent egy jelentés a kőbánya kutatásáról és az 1983-ban rajzolt topográfiai térkép.

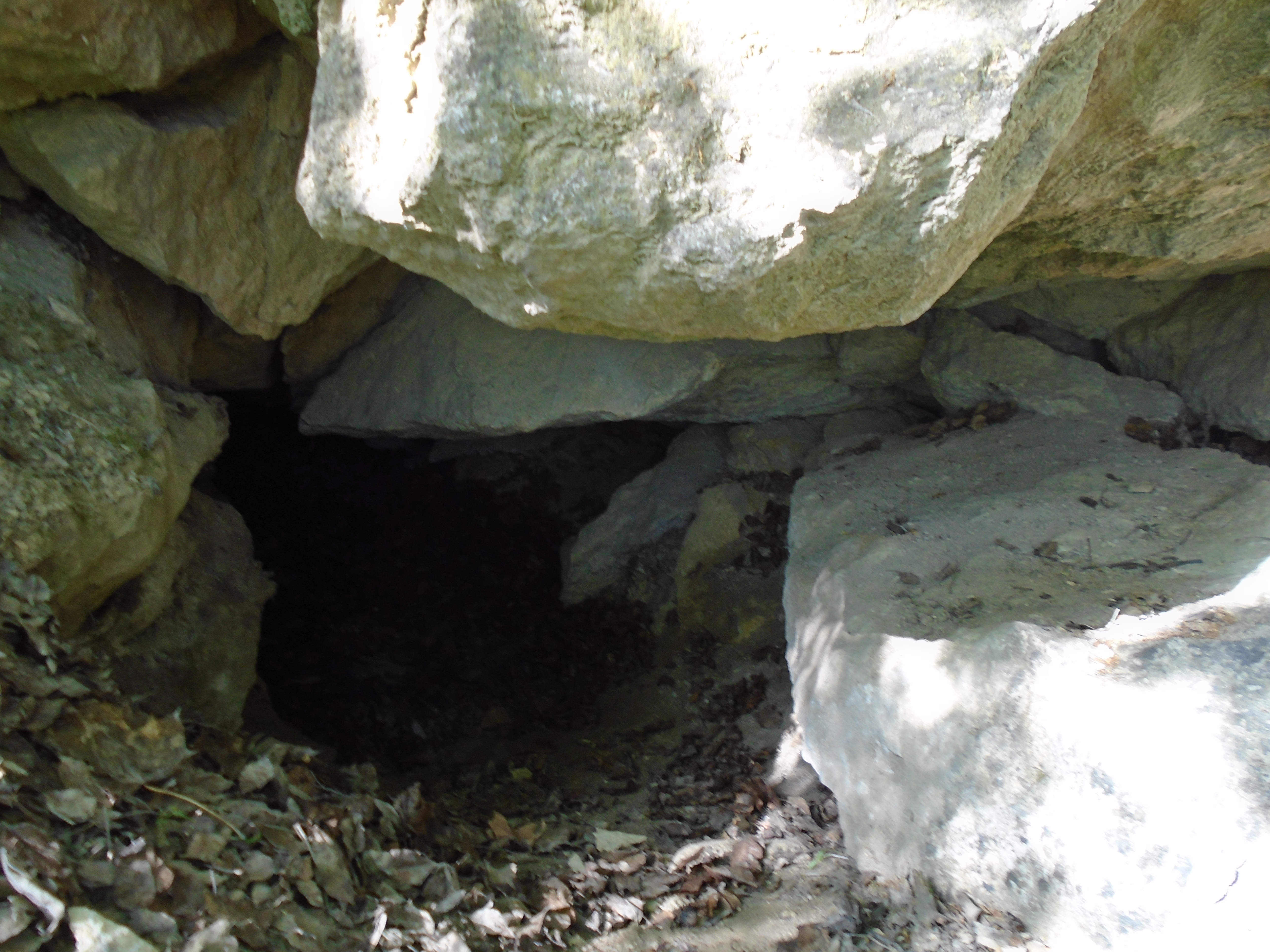
A Keleti-kőfejtő 14. sz. barlang bejárata

Az 1984-ben kiadott, Magyarország barlangjai című könyv országos barlanglistájában lehet, hogy ez a barlang szerepel a Budai-hegység barlangjai között, Mátyás-hegyi 9. sz. sziklaüreg néven. A listához kapcsolódóan látható a Dunazug-hegység barlangjainak földrajzi elhelyezkedését bemutató 1:500 000-es méretarányú térképen az említett barlang földrajzi elhelyezkedése. Az 1984. évi szakosztályi jelentésben az olvasható, hogy a Mátyás-hegy DK-i, már nem művelt kőfejtőjében van sok, hévizes eredetű üregrendszer, melyek eocén mészkőben és bryozoás márgában alakultak ki. 220–245 m tengerszint feletti magasságban vannak a kőfejtéskor feltárt barlangmaradványok. Ezek (a terület szomszédos barlangrendszereihez hasonlóan) tektonikus előkészítés és mélyből feltörő hévizek keveredési korróziója miatt jöttek létre. Az 1984. évi MKBT Beszámolóban publikálva lett a kőfejtő barlangjainak általános leírása és a DK-i kőfejtő 1983-ban készült topográfiai térképe.
Kárpát József 1989-ben megszerkesztette a barlang alaprajz térképét és hosszmetszet térképét. A két térkép 1:50 méretarányban mutatja be a barlangot. A térképlapon, az alaprajz térkép használatához jelölve van az É-i irány. A barlang 1989-ig csak 4 m hosszig volt bekúszható. A szakosztály tagjai 1989 tavaszán vették észre a barlang bal oldali végén érezhető huzatot. Megkezdték (a bejárati rész tágítása után) a járat bontását, amely különböző nagyságú omladéktömbökkel volt lezárva, és a laza törmelék között kb. 4 m-t tudtak haladni benne. A kibontott anyagot az oldalüregekben helyezték el, de egy idő után szükséges lett, hogy az anyagot a felszínre szállítsák. A kedvező irányú, omladékos végponton lévő, az erős huzat útját követő kutatótáró az omlásveszély megszüntetése után valószínűleg biztató bontóhely lesz jövőre. Az 1989. évi szakosztályi jelentéshez mellékelve lettek a barlang 1989-ben készült térképei.

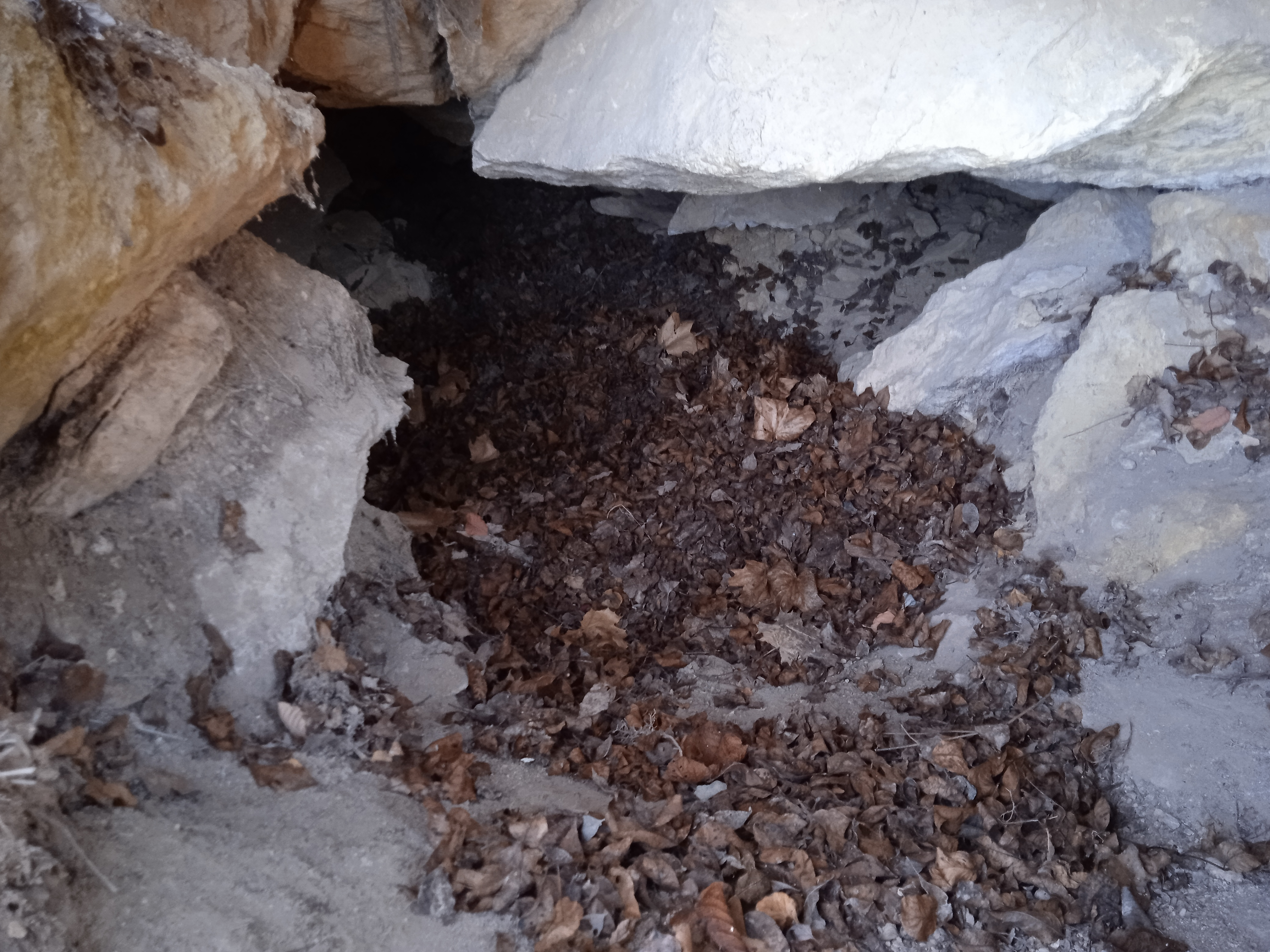
A Keleti-kőfejtő 14. sz. barlang bejárati része

Az 1991. évi szakosztályi jelentésben az van írva, hogy a kőbánya legtöbb barlangjának kutatását akkor lehet folytatni, ha azok biztonságossá vannak téve ácsolással és betonozással. A kis barlangok állapota tovább romlik, mert nem áll módjukban lezárni a barlangokat. A rongálás leginkább a képződményeken látszik. A kőbánya nagyon ígéretes terület, leginkább a Mátyás-hegyi-barlang felé található, feltáratlan területek irányába érdemes kutatni. Az 1992. évi szakosztályi jelentésben az van írva, hogy a szakosztály tagjainak az volt a fő terve, hogy a kőbányában lévő barlangok minél jobban megközelítsék a közeli Mátyás-hegyi-barlangot, ezért a tagok elsősorban azokban a barlangokban dolgoztak, melyek a kőfejtő Ny-i oldalán találhatók. A kutatást a Keleti-kőfejtő 14. sz. barlangban kezdték. A barlangban nem találhatók oldásformák és szálkőfalak, hanem inkább felszakadozott járat, illetve réteglap mentén történt elválás fordul elő benne. Összetöredezett szálkőhomlok és nem omladékkitöltés van a végponton. Nem tudták a talpszintet süllyeszteni, mert előtte az omlásveszélyt kell megszüntetni a barlangban, biztonságosabbá kell tenni a barlangot. A kőfejtőtől Ny-ra, a barlangtól D-re, közel a kőbánya pereméhez találtak egy friss beszakadást. Azt tervezték, hogy a következő évben folytatni fogják a Keleti-kőfejtő 14. sz. barlang kutatását.
Az 1993. évi szakosztályi jelentés szerint a Keleti-kőfejtő 14. sz. barlang 4 m hosszú. A jelentésbe bekerült egy olyan helyszínrajz, amelyen a kőfejtő barlangjainak elhelyezkedése látszik. A helyszínrajzon jelölve van a Keleti-kőfejtő 14. sz. barlang helye. Az 1995. évi Földtani Közlönyben megjelent tanulmányban az olvasható, hogy 1900 körül, a Pálvölgy környékén a kőbányászat intenzív lett, és emiatt tárták fel a DK-i kőfejtő barlangjait. A kőfejtő üregeinek egy részét a kőbányászat után tárták fel. Kb. 250 m a jelenleg ismert járathossz a kőfejtőben. A lefejtett járathossz nehezen becsülhető meg, de legalább még egyszer ennyi lehetett. A tanulmányban Keleti-kőfejtő 14. sz. barlangja a neve. A kőfejtő Ny-i oldalában, a 90–94-es számú barlangtól 2 m-re, egy szálkőpad kiugrása alatt van a barlang bejárata. 10 m hosszú, lejtő, omladékos barlang. 1986-ban és 1987-ben lett kibontva. A tanulmányhoz mellékelve lett a Rózsadomb és környéke barlangjainak helyszínrajza, illetve a Mátyás-hegyen lévő, K-i kőfejtő barlangjainak helyszínrajza. A két helyszínrajzon jelölve van a Keleti-kőfejtő 14. sz. barlang helye. A Pagony Barlangkutató Csoport 1995-ben elkészítette a kőfejtő szpeleotopográfiai térképét.

## További irodalom
- Bertalan Károly: Kézi jegyzetek. Kézirat. (1959-től íródott.)